# Préfecture d'Aomori
La préfecture d'Aomori (青森県, Aomori-ken) occupe l'extrême nord de l'île de Honshū, la principale île du Japon. Elle fait face à l'île de Hokkaidō.

## Histoire
La préfecture d’Aomori fut fondée en 1871. Son chef-lieu, Aomori, fut établi en 1889 et constituée comme ville en 1898. Elle était alors peuplée de 28 000 habitants.
Le 3 mai 1910, un incendie éclata dans le district Yasukata et dévasta toute la ville en moins de quatre heures. L'incendie fit 26 morts, 160 blessés et détruisit 5 246 habitations.
À la fin de la Seconde Guerre mondiale, le 28 juillet 1945, un escadron de bombardiers américains survola Aomori et bombarda plus de 90 % de la ville en moins de deux heures.
Radio Aomori fit sa première diffusion en 1951.
En 1955, sont tenues les premières criées de poissons, et 1958 célébra l'achèvement du marché municipal aux Poissons ainsi que l'ouverture de l'hôpital municipal. Cette même année, la ligne Tsugaru établit une connexion ferroviaire avec le village Minmaya, à la pointe de la péninsule.
À la même époque, différentes villes et villages isolés furent incorporés à la ville en pleine croissance. L'absorption du village de Nonai en 1962 fit d’Aomori la plus grande ville de la préfecture.
En mars 1985, après vingt-trois ans de travail et un investissement financier de sept cents milliards de yens, le tunnel du Seikan relia enfin les îles de Honshū et Hokkaidō, devenant ainsi le plus long tunnel de son genre du monde.
En avril 1993, les efforts de la ville d'Aomori et d'un groupe de six autres collectivités locales furent récompensés par l'ouverture du lycée public d’Aomori.
En août 1994, la ville d'Aomori établit un « pacte amical d’éducation, de culture et d'échange » avec Kecskemét en Hongrie, puis l’année suivante avec la ville Pyongtaek en Corée du Sud. L’échange culturel débuta par des échanges d'estampes et de peintures.
En avril 1995, l'aéroport d'Aomori devient le premier de la région du Tōhoku à offrir des services aériens internationaux réguliers à destination de Séoul en Corée du Sud et de Khabarovsk en Russie.
En juin 2007, quatre réfugiés nord-coréens ont atteint la préfecture d'Aomori après six jours en mer, devenant ainsi le deuxième cas officiellement connu où des réfugiés réussirent à atteindre le Japon par bateau.

## Géographie
La préfecture d’Aomori se situe dans la région de Tōhoku, à l’extrême Nord de l'île de Honshū, au Japon. C'est la préfecture la plus septentrionale de Honshū.
Elle est bordée au sud par les préfectures d'Akita et d'Iwate, et au nord par la baie de Mutsu et le détroit de Tsugaru.
Elle possède deux péninsules, Shimokita et Tsugaru.
Le lac Towada, un lac de caldeira, longe les frontières sud de la préfecture partagées avec Akita.
La préfecture compte dix villes et huit districts comprenant un total de vingt-deux bourgs et huit villages. Les villes d'Aomori, Hachinohe et Hirosaki rassemblent 52 % de la population de la préfecture.

### Villes
Liste des villes de la préfecture d'Aomori.
- Aomori (chef-lieu)
- Goshogawara
- Hachinohe
- Hirakawa
- Hirosaki
- Kuroishi
- Misawa
- Mutsu
- Towada
- Tsugaru

### Districts, bourgs et villages
Liste des districts de la préfecture d'Aomori avec leurs bourgs et villages :
- District de Higashitsugaru
  - Bourgs : Hiranai, Imabetsu, Sotogahama
  - Village de Yomogita
- District de Nishitsugaru
  - Bourgs : Ajigasawa, Fukaura
- District de Nakatsugaru
  - Village de Nishimeya
- District de Minamitsugaru
  - Bourgs : Fujisaki, Ōwani
  - Village d'Inakadate
- District de Kitatsugaru
  - Bourgs : Itayanagi, Tsuruta, Nakadomari
- District de Kamikita
  - Bourgs : Noheji, Shichinohe, Rokunohe, Yokohama, Tōhoku, Oirase
  - Village de Rokkasho
- District de Shimokita
  - Bourg d'Ōma
  - Villages : Higashidōri, Kazamaura, Sai
- District de Sannohe
  - Bourgs : Sannohe, Gonohe, Takko, Nanbu, Hashikami
  - Village de Shingō

## Économie
La préfecture est principalement agricole, et est une des régions majeures de production de pommes, nagaimo (igname des montagnes), ail ou encore  racines  de gobō ; il existe aussi des riz cultivés dans la région, comme le Tsugaru Roman ou encore le Masshigura. Elle possède aussi une forte tradition forestière, les deux tiers de la région étant couverte de bois.

### Foresterie
La préfecture d'Aomori possède l'un des trois beaux bois du Japon, le Aomori-Hiba, cyprès du Japon. 
C'est aussi dans cette préfecture que se situe, l'un des patrimoines naturels mondiaux au Japon, le Shirakami-Sanchi, la plus grande forêt mondiale en tant que forêt naturelle de hêtres du Japon.
Enfin, la préfecture est connue pour abriter le plus vieux cerisier Yoshino du Japon dans le parc de Hirosaki, et les trois plus vieux pommiers du Japon dans la plaine de Tsugaru.

## Culture

### Dialectes
On peut distinguer trois grands dialectes au sein de la préfecture, mais il existe une profonde différence entre le dialecte Tsugaru et le dialecte Nambu. Les trois dialectes sont :
- le Tsugaru-ben, parlé dans la région de Tsugaru ;
- le Nambu-ben, parlé dans la région de Nambu et aussi dans la préfecture de Iwate, près de la frontière notamment ;
- le Shimokita-ben, parlé dans la péninsule de Shimokita. L'intonation ressemble au Nambu-Ben.

La séparation entre les dialectes suit globalement une ligne nord-sud matérialisée par les monts Ōu auxquels appartient le mont Hakkoda.
Dans un premier temps cette frontière naturelle amenuisant les échanges de population, les écarts dans la langue se sont développés. De plus, lors de l'époque Sengoku, le daimyô Tsugaru Tamenobu déclencha une révolte et créa le domaine de Tsugaru à l'ouest de la chaine de montagnes, le versant est devenant le domaine de Nanbu. À la suite de cette partition les relations entre les domaines étant peu amicales, les échanges se raréfièrent également. Si la réunification a eu lieu lors de la période Meiji devenant la préfecture de Aomori, les mentalités sont restées en termes simplement cordiaux entre les populations.

### Gastronomie
La préfecture présente plusieurs spécialités culinaires. Le miso rāmen au curry et au lait (ja) est une variation locale du miso rāmen, spécialité de Hokkaidō, à laquelle sont rajoutés du lait de vache, du curry, et du beurre. La variété de pomme fuji est aussi originaire de cette préfecture, et est souvent préparé sous plusieurs formes (gâteaux, jus de pommes, cidre...). Le Barayaki est une spécialité à base de bœuf et d'oignons, originaire de la ville de Towada. Le Senbei jiru est une soupe de légumes accompagnée de senbei, ou galette du riz, spécialité de la ville de Hachinohe. La présence d'élevages de chevaux réputés près de la ville de Gonohe est aussi à l'origine d'une cuisine à base de viande de cheval, et cette viande peut être préparée sous différentes formes, du sashimi au nikuman.

## Tourisme

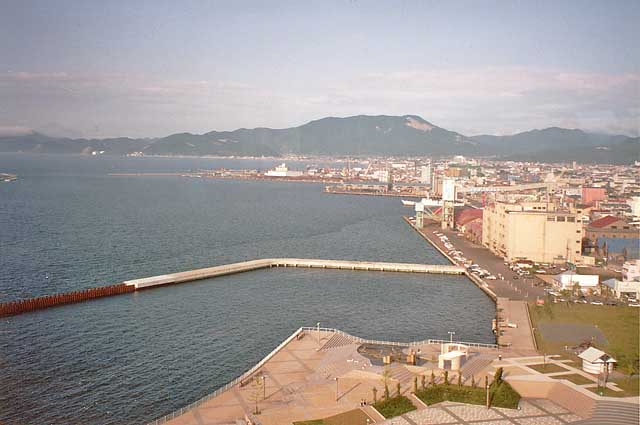
Littoral d'Aomori 青森港
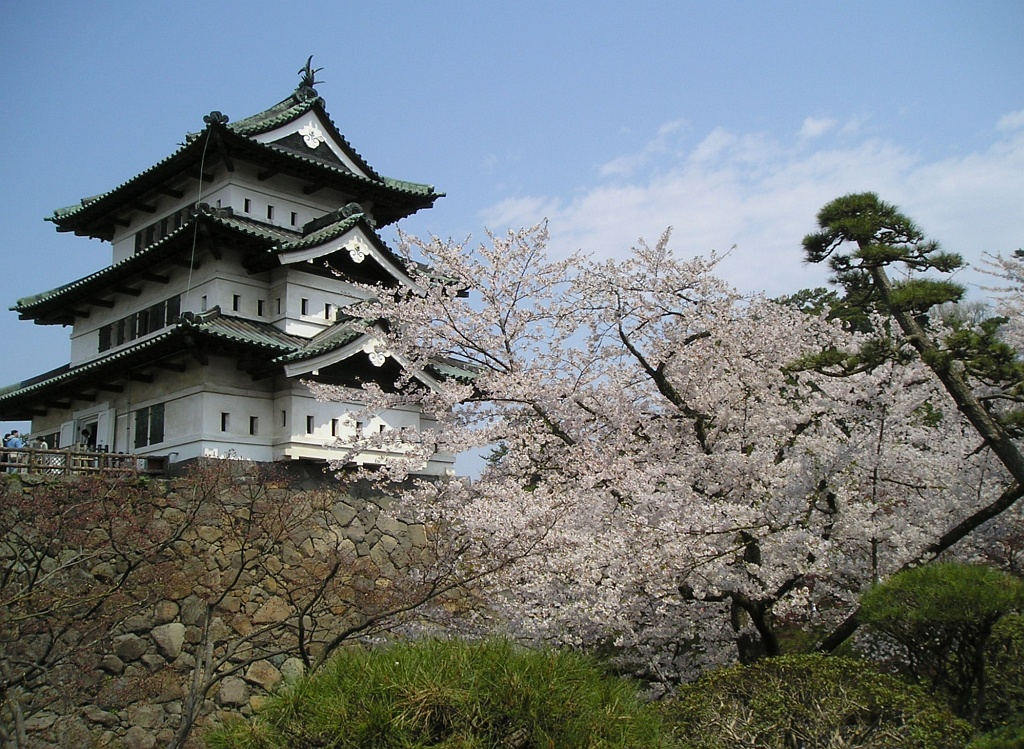
Château de Hirosaki 弘前城
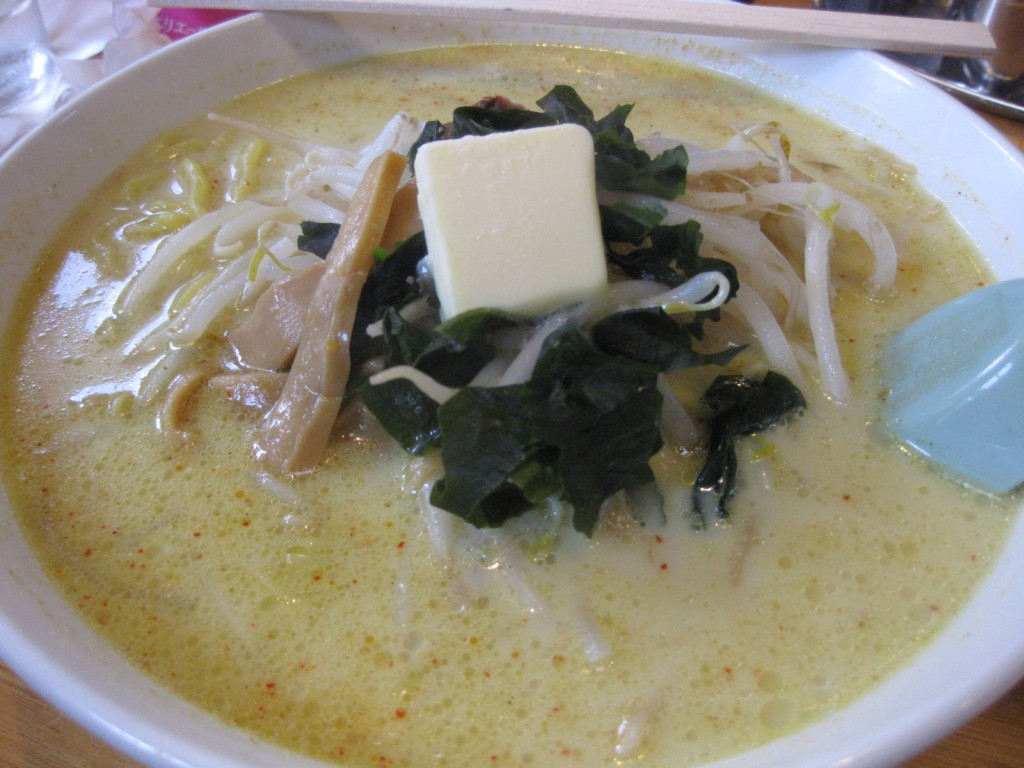
Le miso rāmen au curry et au lait (ja), l'une des spécialités de la préfecture.

## Jumelages
La préfecture d'Aomori est jumelée avec les collectivités locales suivantes :
- Dalian (Chine) depuis le 24 décembre 2004 ;
- Jeju-do (Corée du Sud) depuis le 7 décembre 2011 ;
- Liguria (Italie) depuis le 7 mai 2002 ;
- Kraï de Khabarovsk (Russie) depuis le 27 août 1992 ;
- Maine (États-Unis) depuis le 25 mai 1994 ;
- Santa Catarina (Brésil) depuis le 23 octobre 1980.